# Српско-есперантски речник
Аутор Српско-есперантског речника је Димитрије Дисо Јаничић. Овај текст је урађен на основу Предговора за тај речник. Основу за речник чинио је ПИВ (Plena Ilustrita Vortaro, Pariz 2005), док је основу Српско-есперантског речника чинио Речник српског језика (Матица српска, Нови Сад 2007). У израду речника уложен је вишегодишњи рад.
На овом издању се уз аутора ангажовао и проф. др Миодраг Стојановић, као рецензент, лектор и језички редактор.
Избор српских речи је у целини урађен према Речнику Матице српске (Нови Сад 2007). Део речи је додат из Есперантско-српског речника, као и на основу Великог рјечника хрватско-есперантског Луције Борчић (Загреб, 2009). Речник је урађен ћирилицом, и српским језиком екавског дијалекта. Ово је први потпуни српско-есперантски речник на српском језичком подручју, иако је есперанто овде заживео у периоду дужем од једног века.
У речник је уврштено 27.000 основних речи и око 56.000 лексичких јединица, тако да може да буде добра основа писцима и преводиоцима за потпуни рад.
Дате су варијанте речи истог значења а различитог облика. На жалост нису акцентоване српске речи, док се акценат есперантских речи подразумева на претпоследњем слогу.
Основна значења речи дата су црним слогом, речи приближног значења, на које упућује стрелица, курзивним слогом, док су речи истог значења штампане малим великим словима. На исте или сличне појмове упућује знак једнакости. Различите речи код истог корена раздвојене су тачком и запетом, док је набрајање појмова истих значења раздвојено запетом. Уз већину основних појмова дате су и скраћенице којима се корисник упућује на научну област. Уз већи број назива биљака употребљени су и латински називи.